# Roche lunaire

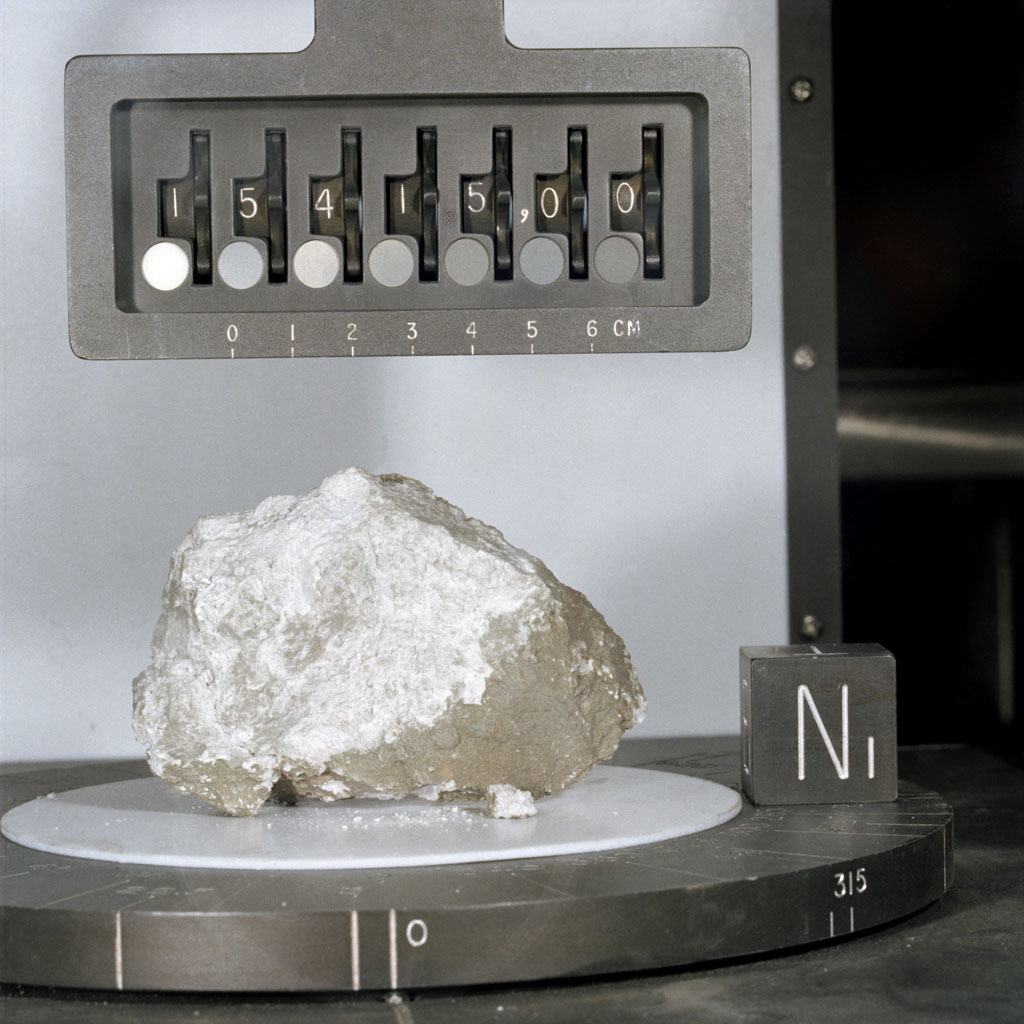
Pierre lunaire ramenée par la mission Apollo 15 au Lunar Sample Laboratory Facility.

Une roche lunaire ou pierre lunaire (en anglais : Moon rock) est un morceau ou un échantillon de sol provenant de la Lune. Le terme est plus particulièrement utilisé pour désigner les roches collectées in situ par les seules missions spatiales ayant ramené des échantillons de sol de la Lune. À savoir d'une part les six missions spatiales du programme Apollo ayant atterri sur le sol lunaire, entre 1969 et 1972, et d'autre part les trois sondes spatiales soviétiques du programme Luna et les deux sondes chinoise Chang'e. Les astronautes des missions Apollo ont ramené 382 kg de matériau lunaire, formés de 2 200 échantillons de sol et de roches distincts. Les sondes spatiales soviétiques ont prélevé automatiquement 300 grammes de sol lunaire au début de la décennie 1970. Des roches lunaires ont également été trouvées à la surface de la Terre : ce sont des météorites éjectées de la surface de la Lune à la suite d'un impact ou propre à la terre mais difficile à trouver.

## Les roches lunaires par source
| Mission lunaire | Masse rapportée | Année |
| --------------- | --------------- | ----- |
| Apollo 11       | 22 kg           | 1969  |
| Apollo 12       | 34 kg           | 1969  |
| Apollo 14       | 43 kg           | 1971  |
| Apollo 15       | 77 kg           | 1971  |
| Apollo 16       | 95 kg           | 1972  |
| Apollo 17       | 111 kg          | 1972  |
| Luna 16         | 101 g           | 1970  |
| Luna 20         | 55 g            | 1972  |
| Luna 24         | 170 g           | 1976  |
| Chang'e 5       | ~ 2 kg          | 2020  |
| Chang'e 6       | ~ 2 kg          | 2024  |

Les roches lunaires disponibles ont quatre provenances en 2020 :
- Les missions de retour d'échantillons ayant ramené la plus grosse quantité de roches sont les six missions spatiales du programme Apollo ayant atterri sur le sol lunaire entre 1969 et 1972 (Apollo 11, 12, 14, 15, 16 et 17). Les astronautes américains ont ramené 2 200 échantillons de sol et de roches distincts, pour une masse totale de 382 kg ;
- Dans une moindre mesure, les trois sondes spatiales soviétiques du programme Luna — Luna 16, 20 et 24 — ont également ramené 326 grammes d'échantillons de sol lunaire entre 1970 et 1976, prélevés de manière automatique ;
- Le programme chinois d'exploration lunaire ramène ses premiers échantillons avec la sonde Chang'e 5 le 16 décembre 2020. Ils ont été récoltés jusqu'à 2 mètres de profondeur près du Mons Rümker sur la face visible[1]. La sonde Chang'e 6, en juin 2024, a rapporté, pour la première fois, des échantillons de la face cachée de la Lune[2].
- Les météorites lunaires constituent une troisième catégorie de roche lunaire : ce sont des roches trouvées à la surface de la Terre qui ont été éjectées de la Lune à la suite d'un impact d'un objet céleste sur le sol lunaire. Mi 2019, plus de 350 météorites de ce type, représentant une masse totale d'environ 200 kilogrammes ont été découvertes.

## Historique
Les recherches ont permis d'identifier trois minéraux jusqu'alors inconnus, l'armalcolite, la tranquillityite et la pyroxferroite, qui ont cependant été retrouvés sur Terre ultérieurement.

## Stockage des roches lunaires du programme Apollo

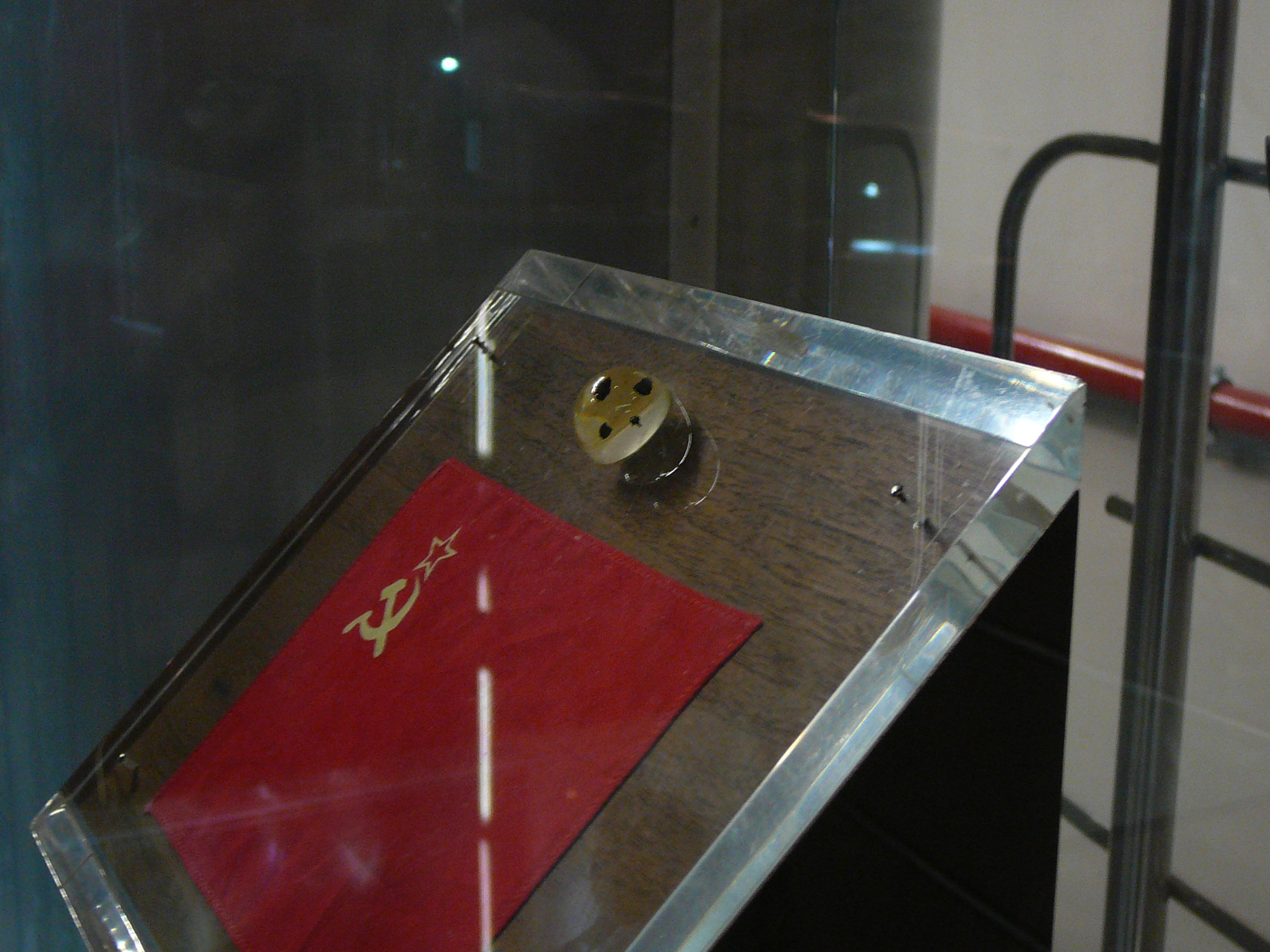
Roche lunaire ramenée par la mission Apollo 11 au Musée mémorial de l'astronautique de Moscou.

Les roches lunaires ramenées par les missions Apollo sont stockées initialement en majorité d'abord au Lunar Receiving Laboratory (LRL) au Centre spatial Lyndon B. Johnson. En 1976, 14 % des roches sont déplacées dans un bunker de la base de l'United States Air Force de Brooks, à San Antonio, pour éviter une perte totale en cas de destruction du LRL. Ce stock secondaire de 52 kg est transféré au White Sands Test Facility lorsque la base de Brooks est fermée. Le LRL est remplacé en 1979 par le Lunar Sample Laboratory Facility, toujours au centre spatial Johnson.
Par la suite, beaucoup de ces échantillons ont été perdus,,,, puis certains retrouvés.

## Utilisation
Le président américain Richard Nixon a donné à 135 pays et aux cinquante États américains des morceaux de Lune. Certains ont été vendus, perdus ou détruits.
Trois échantillons de roche lunaire rapportés par Luna 16 ont été initialement offerts à l'épouse de Sergueï Korolev. Vendu une première fois par Sotheby's pour 442 500 dollars américains en 1993, le lot de trois fragments est vendu 855 000 dollars, soit 751 000 euros, le 30 novembre 2018 lors d'une seconde vente aux enchères organisée par Sotheby's à New York, qui déclare qu'il s'agit du seul échantillon qui ne soit pas la propriété d'un gouvernement.
Une pierre lunaire (non cataloguée par la NASA) offerte par l’ambassadeur américain William Middendorf a l’ancien Premier ministre néerlandais Willem Drees en 1969 lors d’une tournée mondiale de l’équipage d’Apollo 11 et léguée à sa mort au Rijksmuseum Amsterdam en 1991 s'est avérée, par erreur et après expertise en 2009, être du bois pétrifié,,,,.

## Types de roches lunaires

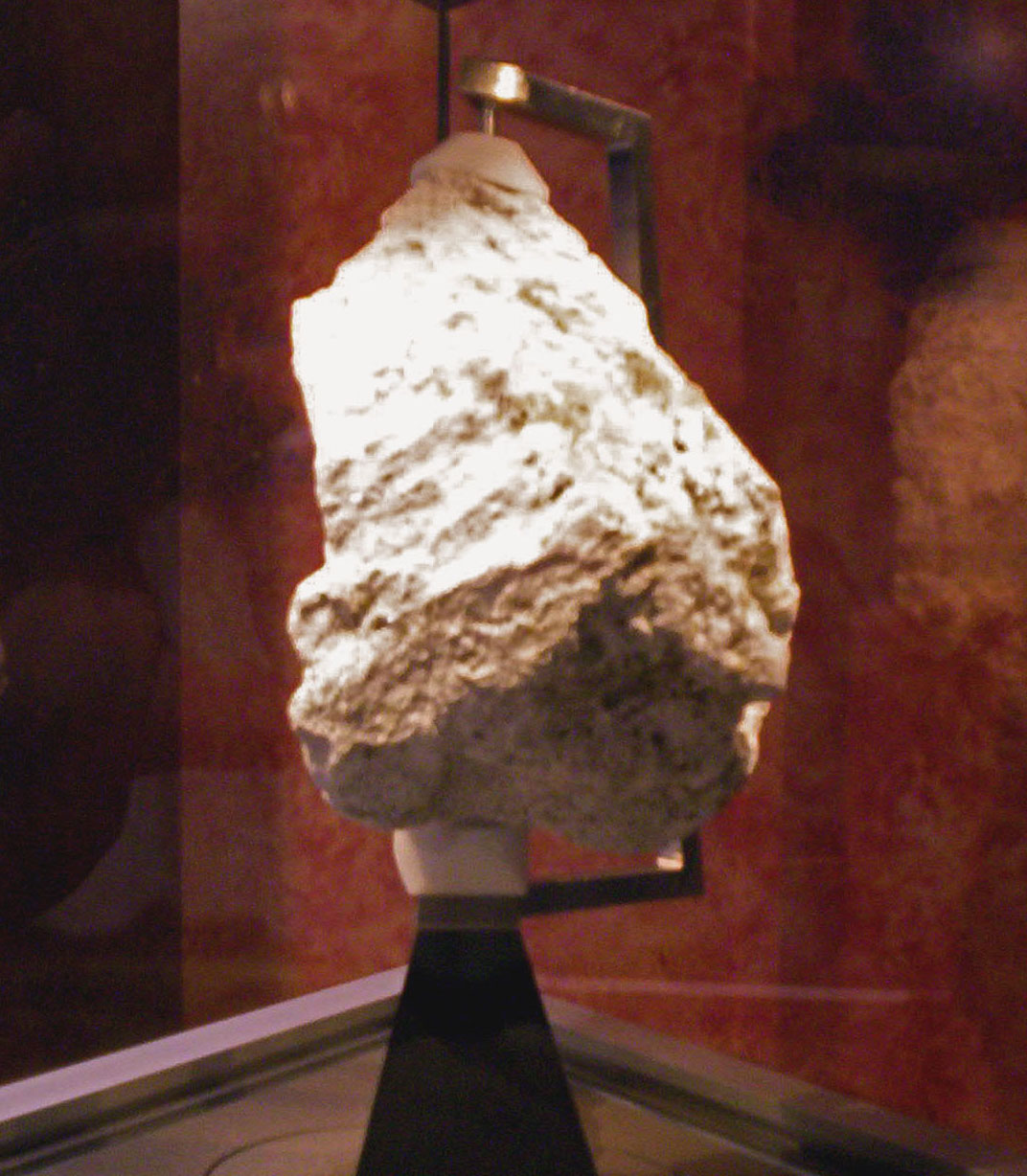
Anorthosite ferreuse lunaire #60025 (Feldspath plagioclase), échantillon recueilli par Apollo 16 sur les hautes terres lunaires près du cratère Descartes.

Les mers lunaires sont principalement constituées de basaltes à olivine ou à pyroxène.
Les terres lunaires sont composées de types de roches classées en fonction de l’abondance des feldspaths (responsables de la couleur claire des terres) et des olivines : anorthosite ferreuse (FAN, ferroan anorthosite), roches magnésiennes (dunite, troctolite), roches alcalines (anorthosite alcaline, norite).

## Missions de retour d'échantillons de roches lunaires par la Chine
Le programme chinois d'exploration lunaire a effectué deux nouveaux retours d'échantillons avec les missions Chang'e 5, en 2020, et Chang'e 6 en 2024, pour rapporter respectivement 1 731 g de l’Océan des Tempêtes et 1 935,3 g cette fois du pôle sud, deux endroits jamais précédemment explorés. Deux autres missions sont prévues; Chang'e 7 en 2026 et Chang'e 8 en 2028,.